# Эстонский художественный музей
Эстонский художественный музей (эст. Eesti Kunstimuuseum, сокр. EKM) — музейный комплекс, крупнейший художественный музей Эстонии, состоит из четырёх филиалов, расположенных в Таллине.

## История музея
Эстонский художественный музей был основан 17 ноября 1919 года, но только в 1921 году он получил своё первое постоянное здание — Кадриоргский дворец XVIII века в парке Кадриорг. Здание дворца и прилегающий парк выполнены в стиле северного барокко. В 1929 году дворец был национализирован для перестройки и реконструкции в резиденцию президента. В эти годы Эстонский художественный музей располагался на нескольких временных площадях, в 1946 году вновь был размещён в Кадриоргском дворце.

## Филиалы
В конце 1970-х и в 1980-е годы были открыты первые филиалы Эстонского художественного музея. К 2008 году музей имел пять филиалов. 31 марта 2008 года после двадцати четырёх лет работы был закрыт филиал Эстонского художественного музея Дом-музей Кристьяна Рауда в Нымме.
В настоящее время Эстонский художественный музей имеет четыре филиала:
- Художественный музей Кадриорга и музей Миккеля (расположены в Кадриоргском дворце и Доме Миккеля)
- Музей Адамсона-Эрика
- Художественный музей Куму (главное здание Эстонского художественного музея)
- Музей-концертный зал Нигулисте